# Нове (Охтирський район)
Нове́ —  село в Україні, у Чупахівській селищній громаді Охтирського району Сумської області. Населення становить 48 осіб. Колишній орган місцевого самоврядування — Олешнянська сільська рада.

## Географія
Село Нове знаходиться на правому березі річки Олешня, вище за течією примикає село Лисе, нижче за течією примикає село Пасіки на протилежному березі - село Комарівка.

## Постаті
Голубченко Микола Михайлович — український військовик, учасник російсько-української війни.